# Dầu thô Brent

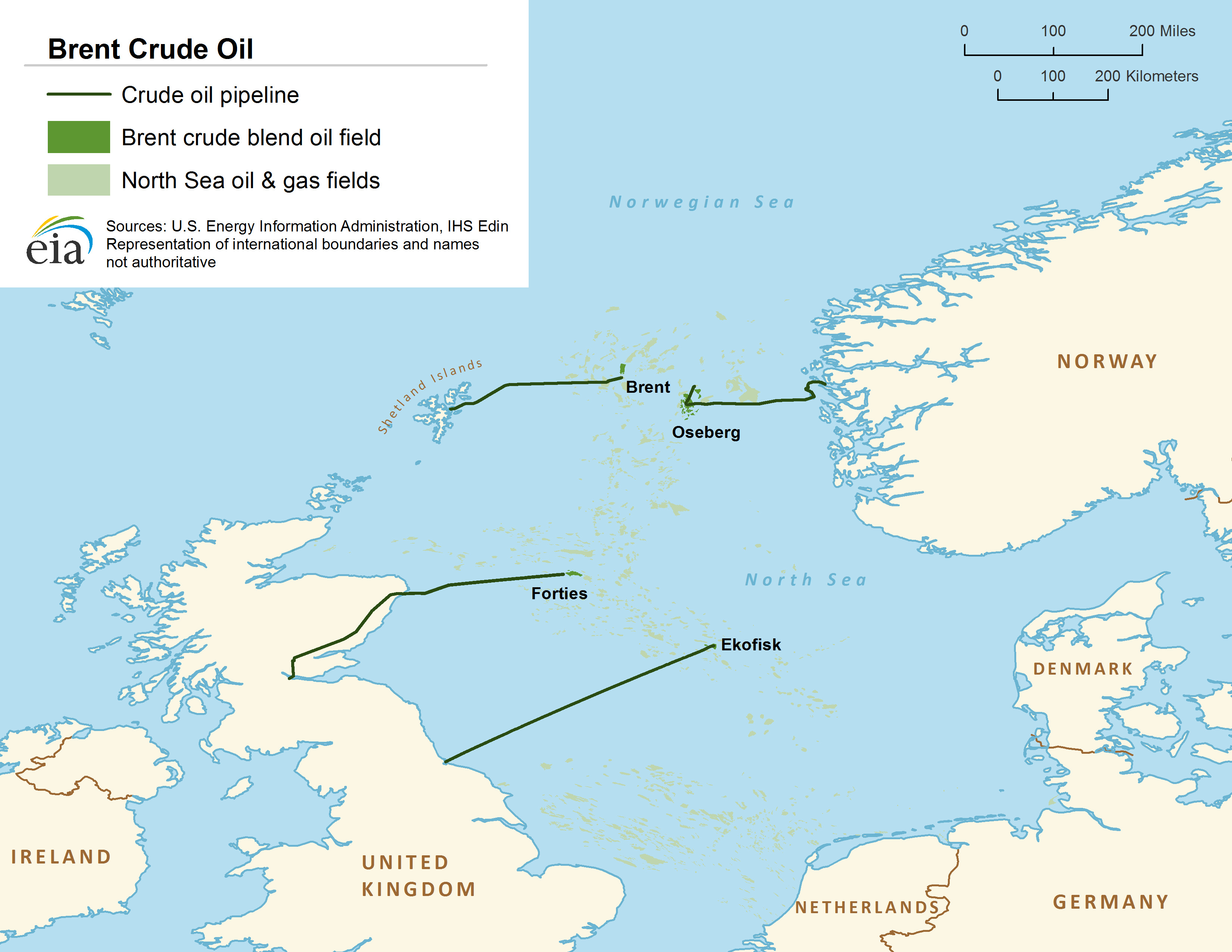
Vị trí của giàn khoan dầu Brent ở Biển Bắc

Brent trung bình hàng tháng các giá giao ngay kể từ tháng 5 năm 1987

Dầu thô Brent (tiếng Anh: Brent Crude) là một phân loại thương mại đại diện cho dầu thô ngọt nhẹ, đóng vai trò chính trong việc kiểm chuẩn giá dầu trên toàn thế giới. Loại dầu này được gọi là "nhẹ" vì mật độ tương đối thấp và "ngọt" vì hàm lượng lưu huỳnh thấp. Ban đầu, dầu thô Brent chỉ loại dầu được khai thác từ mỏ dầu Brent ở Biển Bắc (đông bắc Scotland), nhưng về sau do sản lượng mỏ này ngày càng sụt giảm nên người ta đã mở rộng phân loại này bằng cách thêm các loại dầu được khai thác ở các mỏ khác cũng trong Biển Bắc, bao gồm Forties, Oseberg, Ekofisk và Troll, tạo thành một rổ chỉ số giá được gọi là báo giá BFOET. Khái niệm dầu Brent có thể để chỉ riêng hoặc chỉ chung các loại dầu nêu trên.
Giá dầu Brent là chuẩn mực hàng đầu về giá dầu thô lưu vực Đại Tây Dương. Nó được sử dụng để định giá 2/3 nguồn cung dầu thô giao dịch quốc tế trên thế giới.

## Bối cảnh
Ban đầu Brent thô được sản xuất từ mỏ dầu Brent. Cái tên "Brent" xuất phát từ chính sách đặt tên của Shell UK Thám hiểm và Sản xuất, hoạt động thay mặt cho ExxonMobil và Royal Dutch Shell, ban đầu đặt tên cho tất cả các lĩnh vực của nó theo tên các loài chim (trong trường hợp này là ngỗng Brent). Nhưng nó cũng là một từ viết tắt hoặc ghi nhớ cho các lớp hình thành của mỏ dầu: Broom, Rannoch, Etive, Ness và Tarbert.
Sản xuất dầu từ Châu Âu, Châu Phi và Trung Đông chảy về phía Tây có xu hướng được định giá tương đối với loại dầu này, tức là nó tạo thành một chuẩn mực.

## Đặc điểm
Hỗn hợp Brent là một loại dầu thô nhẹ (LCO), mặc dù không nhẹ như West Texas Intermediate (WTI).. Nó chứa khoảng 0,37% lưu huỳnh, phân loại nó là dầu thô ngọt, nhưng không ngọt như WTI. Brent thích hợp cho sản xuất xăng và chưng cất giữa. Nó thường được tinh chế ở Tây Bắc Châu Âu.
Brent Crude có Tỉ trọng API khoảng 38,06, tương đương với trọng lực riêng là 0,835.

## Giao dịch thị trường tương lai

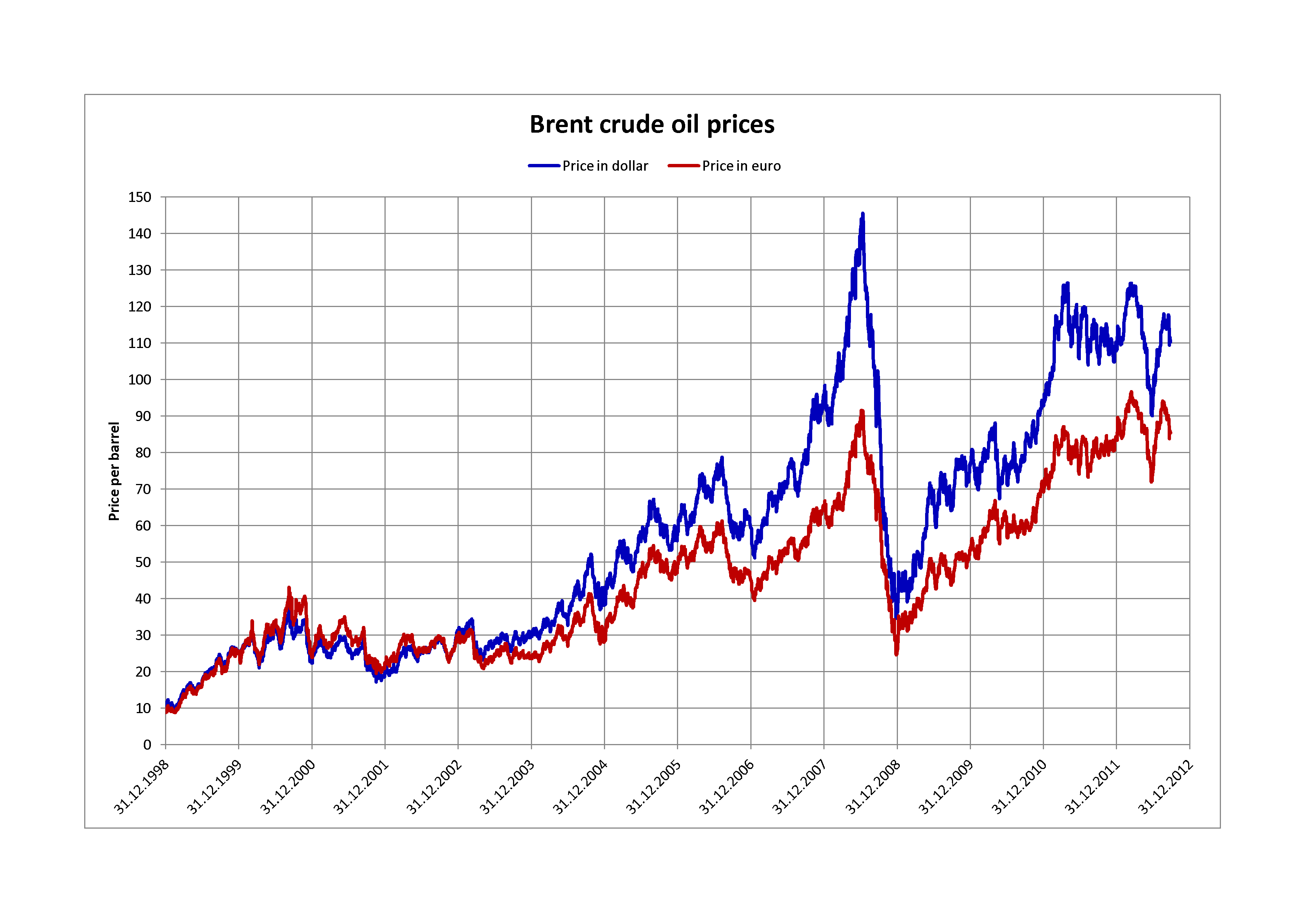
Giá dầu thô Brent (tính bằng đô la và euro)

Biểu tượng ICE Futures Europe cho hợp đồng dầu thô Brent là B. Ban đầu nó được giao dịch trên Sàn giao dịch dầu khí quốc tế mở tại Luân Đôn, nhưng từ năm 2005 đã được giao dịch trên Sàn giao dịch liên lục địa điện tử, được gọi là ICE. Một hợp đồng bằng 1.000 thùng (159 m3). Hợp đồng được trích dẫn bằng đô la Mỹ. Mỗi đánh dấu bị mất hoặc đạt được bằng 10 đô la.

### Giá cả

Giá giao ngay của West Texas Intermediate liên quan đến giá của Dầu thô Brent

Giá giao ngay của  West Texas Intermediate   liên quan đến giá của Brent Crude Trong lịch sử, sự khác biệt về giá giữa Brent và các chỉ số khác được dựa trên sự khác biệt về mặt vật lý trong thông số kỹ thuật của dầu thô và sự thay đổi ngắn hạn trong cung và cầu. Trước tháng 9 năm 2010, đã tồn tại chênh lệch giá thông thường cho mỗi thùng trong khoảng từ ± 3 USD / bbl so với WTI và OPEC Basket; tuy nhiên, kể từ mùa thu năm 2010, Brent đã được định giá cao hơn nhiều so với WTI, đạt mức chênh lệch hơn 11 đô la một thùng vào cuối tháng 2 năm 2011 (WTI: 104 USD / bbl, LCO: 116 USD / bbl). Vào tháng 2 năm 2011, sự phân kỳ đã đạt 16 đô la trong một đợt cung cấp, các kho dự trữ kỷ lục, tại Cushing, Oklahoma trước khi đạt đỉnh trên 23 đô la vào tháng 8 năm 2012. Nó đã giảm đáng kể xuống còn khoảng 18 đô la sau khi bảo trì nhà máy giảm xuống và vấn đề cung cấp giảm nhẹ.
Nhiều lý do đã được đưa ra cho sự phân kỳ mở rộng này, từ sự thay đổi đầu cơ ra khỏi giao dịch WTI (mặc dù không được hỗ trợ bởi khối lượng giao dịch), chuyển động tiền tệ đô la, biến đổi nhu cầu khu vực và thậm chí cả chính trị. Sự cạn kiệt của các mỏ dầu Biển Bắc là một trong những lời giải thích cho sự phân kỳ của giá kỳ hạn.
Cơ quan Thông tin Năng lượng Hoa Kỳ quy định mức chênh lệch giá giữa WTI và Brent là tình trạng dư cung dầu thô ở nội địa Bắc Mỹ (giá WTI được đặt tại Cushing, Oklahoma) do sản xuất dầu tăng nhanh từ cát dầu Canada và hình thành dầu chặt chẽ như vậy như hệ tầng Bakken, hệ tầng Niobrara và hệ tầng Eagle Ford. Sản xuất dầu trong nội địa Bắc Mỹ đã vượt quá khả năng của các đường ống để đưa nó đến các thị trường trên Bờ Vịnh và bờ biển phía đông Bắc Mỹ; kết quả là, giá dầu ở bờ biển phía đông Hoa Kỳ và Canada và một phần của Bờ Vịnh Hoa Kỳ kể từ năm 2011 đã được định giá bởi Brent Crude, trong khi các thị trường trong nội địa vẫn theo giá WTI. Phần lớn dầu thô của Hoa Kỳ và Canada từ nội địa hiện được vận chuyển đến bờ biển bằng đường sắt, đắt hơn nhiều so với đường ống.

### Ngày giao hàng
Ngoài Sàn giao dịch liên lục địa, hợp đồng tài chính dầu thô Brent cũng được giao dịch trên NYMEX, với ký hiệu BZ và có thời hạn sử dụng trong tất cả 12 tháng trong năm.

## Chỉ số Brent
Chỉ số Brent  là giá thanh toán bằng tiền mặt cho Sàn giao dịch liên lục địa (ICE) Brent Tương lai dựa trên chỉ số Brent ICE Futures khi hết hạn.
Chỉ số biểu thị mức giá trung bình của giao dịch trong thị trường Brent Blend, Forties, Oseberg, Ekofisk (BFOE) 25 ngày trong tháng giao hàng có liên quan như báo cáo và xác nhận của phương tiện truyền thông công nghiệp. Chỉ các giao dịch và đánh giá kích thước hàng hóa được công bố (600.000 thùng (95.000 m3)) mới được xem xét.
Chỉ số được tính là trung bình của các yếu tố sau:
1. Số bình quân gia quyền của các giao dịch hàng hóa trong tháng đầu tiên trong thị trường BFOE 25 ngày.
2. Số bình quân gia quyền của giao dịch hàng hóa tháng thứ hai trong thị trường BFOE 25 ngày cộng hoặc trừ trung bình thẳng của các giao dịch chênh lệch giữa tháng thứ nhất và tháng thứ hai.
3. Một trung bình thẳng của các đánh giá được chỉ định được công bố trong các báo cáo phương tiện truyền thông.